# Аргайл (орнамент)

Приклад використання орнаменту арґайл

Арґа́йл (англ. argyle, argyll) — візерунок з ромбів або квадратів, які розташовані в шаховому порядку і утворюють паралельні і поперечні смуги різних кольорів. Як правило, поверх ромбів накладена тонка смуга контрастного кольору. Назва походить від назви історичної області в Шотландії, історично він був орнаментом клану Кемпбеллів .
Особливу популярність цей принт отримав у 20 столітті завдяки компанії «Pringle of Scotland», яка стала випускати елітний трикотаж з принтом «Аргайл», після чого він став візитною карткою аристократії. Особливо популярний цей візерунок на светрах, жилетах, кардиганах, сукнях, шарфах, шкарпетках і гетрах.

## Галерея

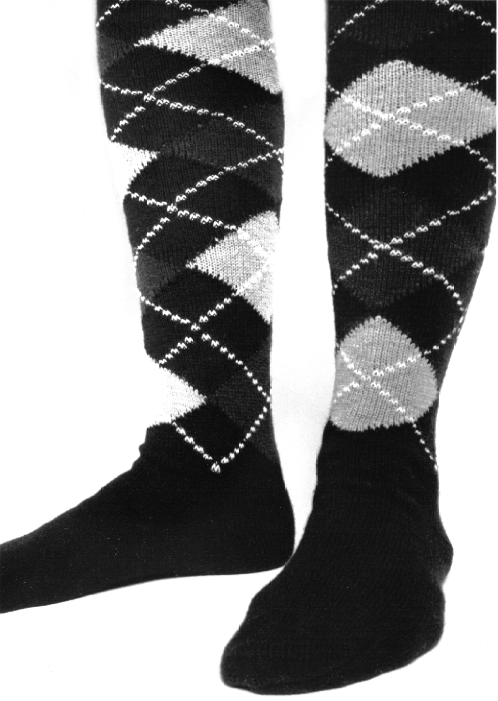
Шкарпетки
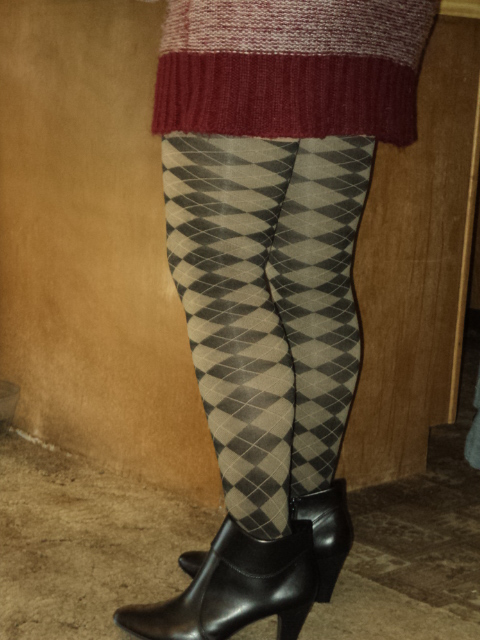
Панчохи
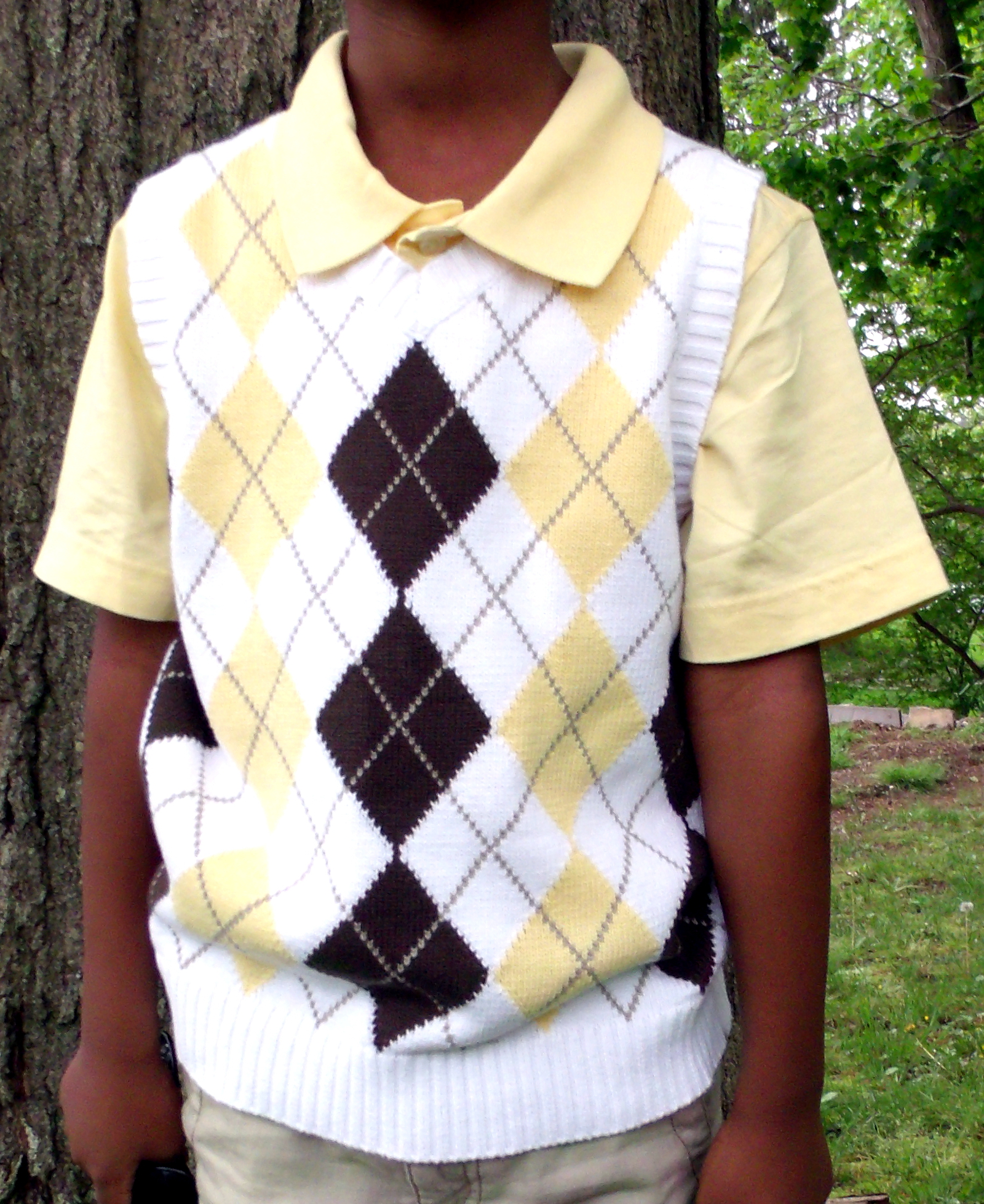
Безрукавка
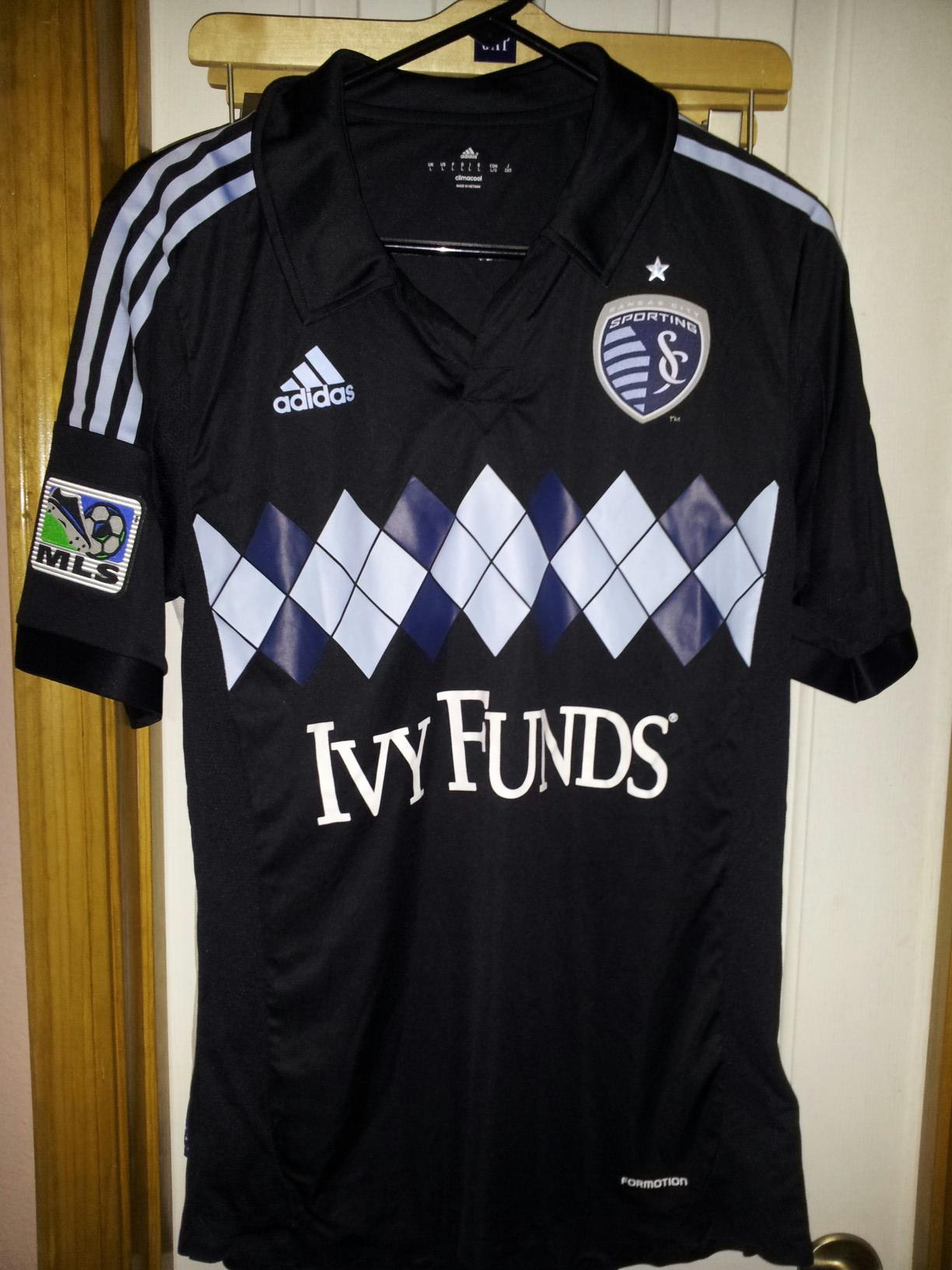
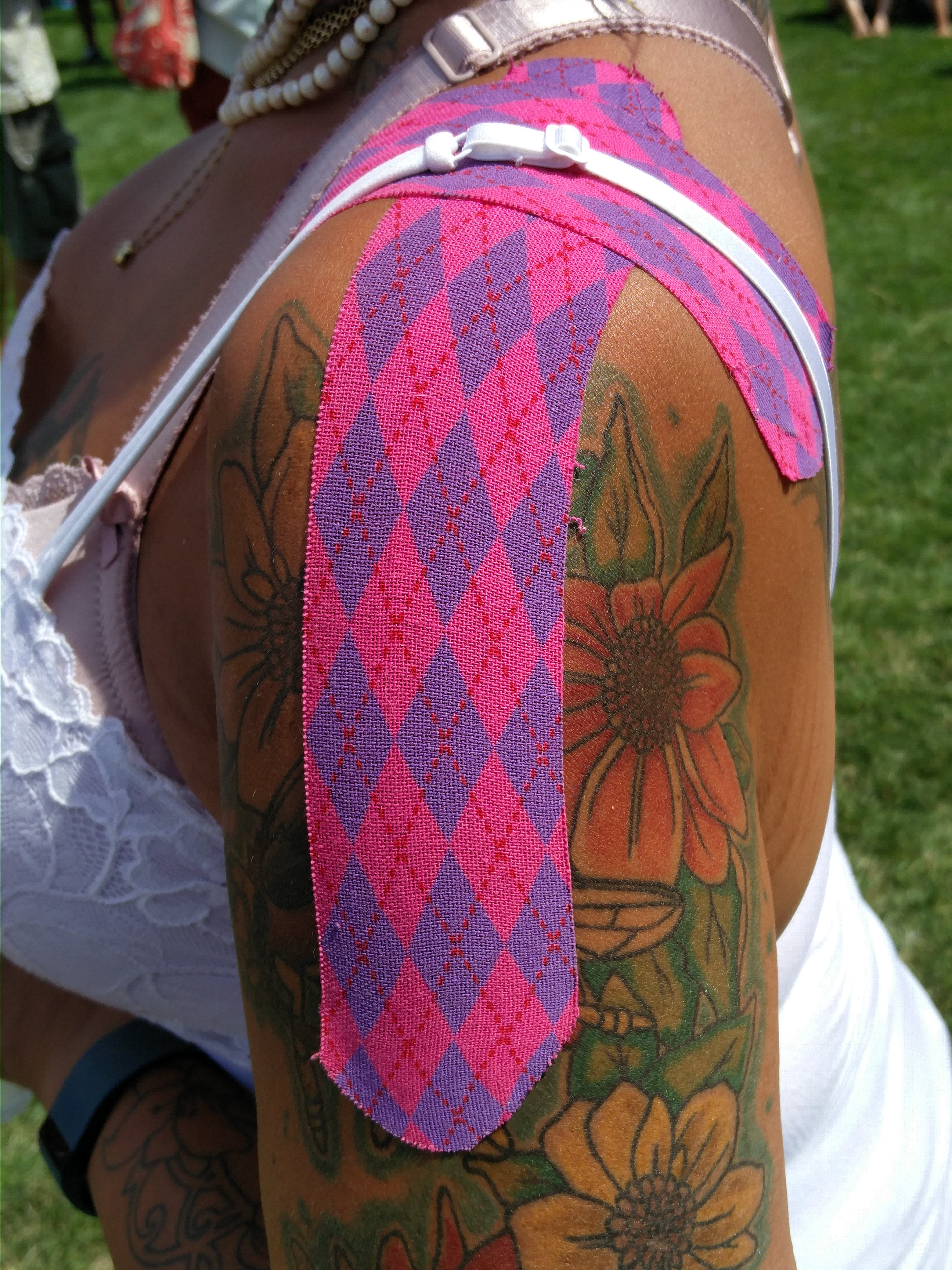